# 純移動率

世界の純移動率、2008年。区分:
増加
減少
安定
データなし

純移動率 (じゅんいどうりつ、英語: Net migration rate) は特定の時期、場所における移入民と移出民の差を表した人口統計学の用語である。通常純移動率は1000人あたりの移出入の数を割合として算出する (算出の際に分母となる人口は測定期間内の平均値を使用する)。純移動率が正の値の場合は移入民が移出民より多いことを表し、負の値の場合は移出民が多いことを表す。1年毎に測定する場合は「年間純移動率」となる。また、過去の純移動率を踏まえた上で将来の純移動率を見積もった値を「将来純移動率」と呼ぶ。

## 例
2000年1月1日に、ある国家Aの人口が1,000,000人であったと仮定する。翌年の2001年1月1日までに、200,000人がAへと移入し、100,000人が他国へと移出した。同じ一年間で100,000人の子供が生まれ、死亡者はいなかったと仮定する。したがって、2001年1月1日時点のAの人口は1,200,000人である。 
2000年7月1日 (2000年1月1日から半年後) の人口は1年での増加数を半分にした1,100,000人であったと考察する。
100,000人が出国し200,000人が移入してきたため、移出入では100,000人の増加である。この時、移出入の人口に対する割合は以下のようになる。
{\displaystyle 100,000\div 1,100,000=0.09091}
しかしこの値は人口に対する割合であるため、1000人あたりの割合へと変換する必要がある。
{\displaystyle 0.09091\times 1,000=90.91}
この値が純移動率となる。